# Hermann von Keyserling
Hermann Graf Keyserling (Livônia, 20 de julho de 1880 — Insbruque, 26 de abril de 1946) foi um escritor e filósofo alemão.[carece de fontes?]
Cursou as Universidades de Genebra, Tartu, Heidelberga e Viena. Viajou pelo mundo, em 1911. Resultou desta viagem um de seus livros mais conhecidos: Diário de Viagem de um Filósofo. É considerado um dos principais representantes da filosofia alemã não acadêmica e caracteriza-se por uma filosofia idealista imbuída de elementos kantianos. Seu conceito de sabedoria aproxima-o do pensamento oriental tradicional e, sobretudo indiano. Obras: "O Livro do Casamento", "O Mundo em Formação", "Europa", "Do Sofrimento a Realidade" e outras.[carece de fontes?]